# Брёдер, Мирко
Мирко Брёдер (или Имре Брёдер, также Бродер или Бредер; венг. Imre Bröder, 1911 — 1943) — югославский шахматист венгерско-еврейского происхождения, мастер.

## Биография
Родился в Будапеште. Большую часть жизни прожил в Нови-Саде. Впервые обратил на себя внимание, победив в сеансе чемпиона мира А. А. Алехина. В дальнейшем выдвинулся в число сильнейших югославских мастеров. Несколько раз играл в чемпионатах Югославии. Дважды выступал за сборную Югославии на шахматных олимпиадах. Погиб во время оккупации Югославии немецкими войсками.
Точные даты жизни шахматиста в источниках отсутствуют.

## Спортивные результаты
| Год  | Город     | Соревнование                                           | + | − | = | Результат | Место |
| ---- | --------- | ------------------------------------------------------ | - | - | - | --------- | ----- |
| 1930 | Нови-Сад  | Турнир югославских шахматистов                         |   |   |   |           | 2     |
| 1931 | Нови-Сад  | Турнир югославских шахматистов                         |   |   |   |           | 4     |
| 1933 | Нови-Сад  | Турнир югославских шахматистов                         |   |   |   |           | 2     |
| 1936 | Нови-Сад  | Чемпионат Югославии                                    |   |   |   |           | 4—5   |
|      | Мюнхен    | Неофициальная олимпиада (сборная Югославии, 8-я доска) | 7 | 2 | 8 | 11 из 17  |       |
| 1937 | Стокгольм | VII Олимпиада (сборная Югославии, запасной)            | 4 | 2 | 7 | 7½ из 13  |       |
| 1938 | Любляна   | Международный турнир (чемпионат Югославии)             | 4 | 4 | 7 | 7½ из 15  | 9—10  |